# Sanocka Fabryka Akumulatorów
Sanocka Fabryka Akumulatorów S.A. – zakłady przemysłowe w Sanoku.

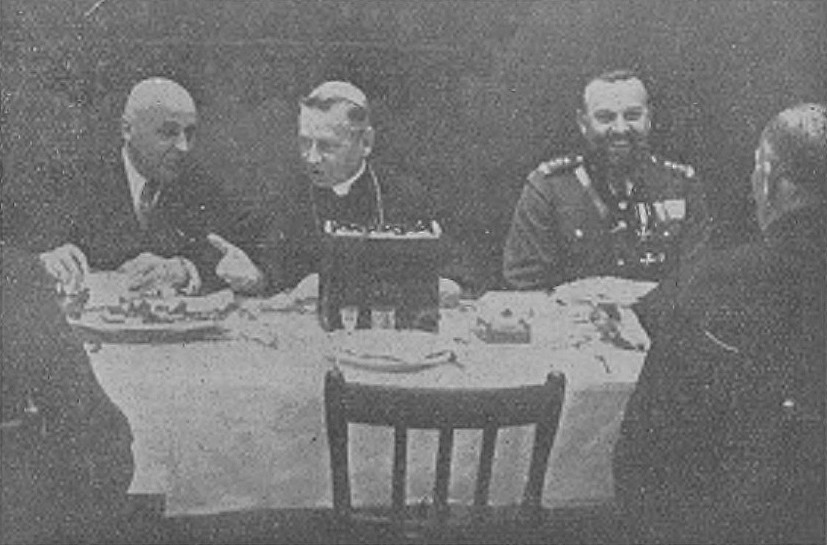
Poświęcenie SFA 23 lipca 1938. Od lewej: wojewoda Alfred Biłyk, bp Wojciech Tomaka, płk Zygmunt Cšadek

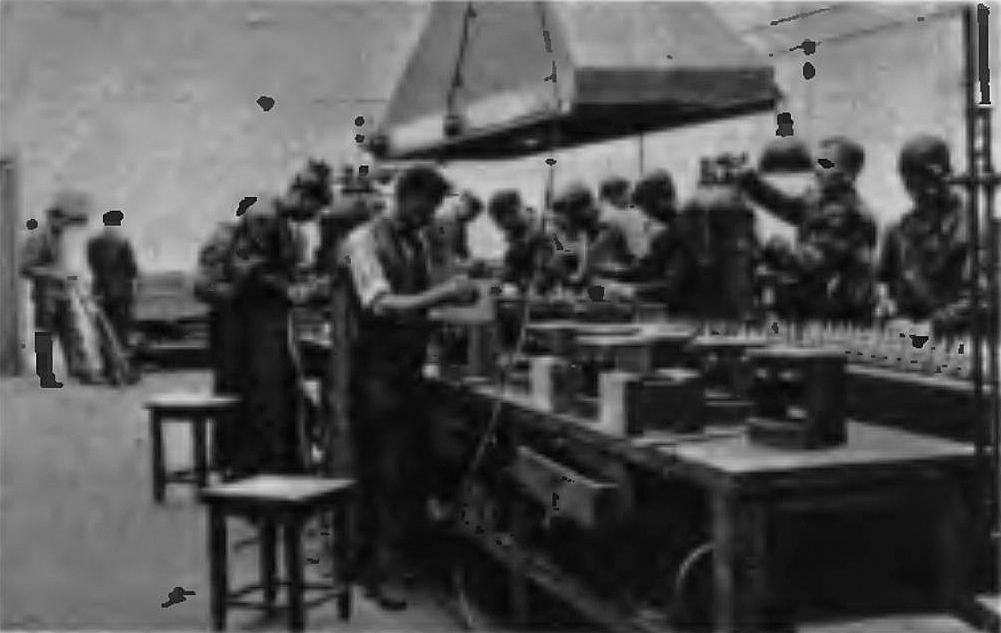
Montownia w SFA (przed 1938)

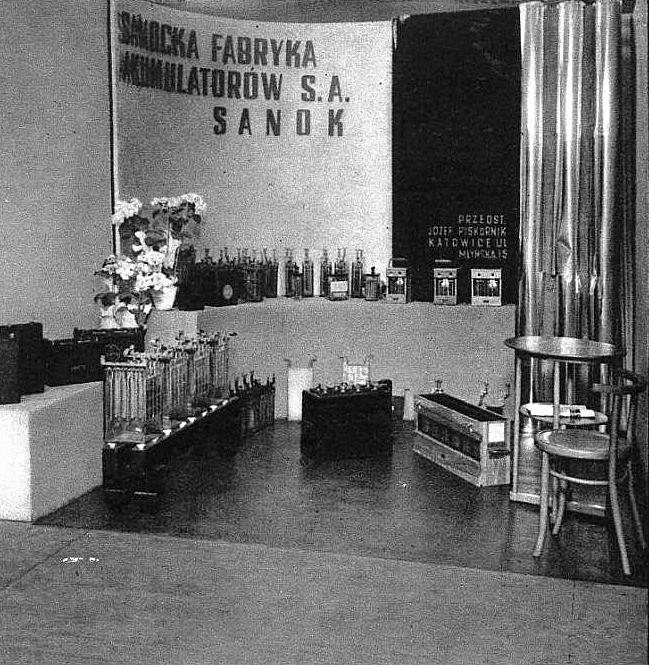
Stoisko SFA na Wystawie Elektromechanicznej SEP w Katowicach (1939)

## Historia
Sanocka Fabryka Akumulatorów powstała okresie II Rzeczypospolitej na podstawie statutu w formie aktu notarialnego z 23 kwietnia 1936 jako spółka akcyjna o poważnym kapitale zakładowym, wpłaconym w całości w gotówce. Genezą powstania było postępujące uprzemysłowienie Polski i rosnące zapotrzebowanie na akumulatory przy elektryfikacji i motoryzacji. Fabryka została utworzona w ramach Centralnego Okręgu Przemysłowego (COP). Została założona jako fabryka siostrzana (wzgl. spółka zaprzyjaźniona) utworzonej w 1931 Polskiej Spółki dla Przemysłu Gumowego Spółka Akcyjna z siedzibą w Sanoku, z inicjatywy jej twórcy dr. Oskara Schmidta. Obie fabryki działały we wspólnocie interesów i pod wspólnym kierownictwem. Formalnie Sanocka Fabryka Akumulatorów działała jako spółka akcyjna. Decyzją Sądu Okręgowego w Jaśle, Wydział II, handlowy z 4 maja 1936 Sanocka Fabryka Akumulatorów, Spółka Akcyjna została wpisana do rejestru handlowego. Oskar Schmidt, który był pierwotnie dyrektorem fabryki gumy, od początku był członkiem zarządu spółki, jak też został dyrektorem naczelnym SFA. Do reprezentowania spółki byli uprawnieni: jeden członek zarządu bądź dwaj prokurenci. 8 marca 1939 prokurę łączną otrzymali: Tadeusz Jasieński, Wilhelm Sobik, Orest Prodziewicz, Franciszek Doński (wpisani o rejestru handlowego 11 marca 1939). 20 maja 1937 ogłoszono zmianę w statucie spółki, zgodnie z którą zwyczajne walne zgromadzenie winno być zwołane i odbyć się w ciągu 5 miesięcy po upływie każdego roku obrachunkowego.
Jako przedmiot działalności przedsiębiorstwa podano: a) założenie fabryki akumulatorów, b) wyrób i sprzedaż elektrycznych akumulatorów tak ołowiowych jak i alkalicznych (żelazo-niklowych) i tym podobnych, jako też wszystkich innych w miarę rozwoju technicznego pojawić się mogących tudzież baterii suchych, wreszcie w celu każdego innego współdziałania w technicznie pokrewnych gałęziach przemysłu i handlu. c) budowa, nabywanie, prowadzenie jako też dzierżawienie zakładów przemysłowych, które wchodzą w zakres czynności i programu pod literą b) wymienionych, d) wyrób przyrządów, materiałów, przyborów i towarów potrzebnych do powyższych celów i handlu nimi, e) nabywanie i użytkowanie patentów i licencji dotyczących wyżej wspomnianych gałęzi przemysłu, f) wykonywanie wszelkich interesów, mających związek z nimi jako też zakładanie i prowadzenie wszelkich w związku z nimi będących ubocznych i pomocniczych procederów, zakładów, agencji i interesów według obowiązujących przepisów.
Siedziba centrali SFA mieściła się przy ul. Władysława Reymonta 9 Sanoku, tak samo jak fabryka gumy. Nowoczesna infrastruktura fabryki akumulatorów powstała w pobliżu fabryki gumy w Sanoku, zaś wyspecjalizowana kadra dla nowego zakładu została wyszkolona zagranicą. Sanocka Fabryka Akumulatorów funkcjonowała na bazie licencji jednego z najpoważniejszych światowych koncernów, dysponującego przeszło 50-letnim doświadczeniem w produkcji akumulatorów. Zgodnie z umową SFA była uprawniona do wyłączności wytwarzania akumulatorów i części tegoż koncernu według jego patentów na obszar Polski i Wolnego Miasta Gdańska. Według informacji z 1939 SFA działała na licencji A.F.A. Accumulators Ltd. z siedzibą w Londynie. Do 1939 fabryka wytwarzała wszystkie normalne typy akumulatorów kwasowo-ołowiowych („startowych”) marki VARTA (i ich części), wykorzystywanych przy eksploatacji pojazdów (lokomotywy, samochody, motocykle, wozy motorowe, dźwigi, samoloty, motorówki, elektrowozy), radioodbiorników, central telefonicznych i telefonów, jak również akumulatory przeznaczone do oświetlenia (np. do wagonów kolejowych, telefonów, telegrafów) i do innych celów elektrotechnicznych. SFA wytwarzała baterie: stacyjne (z płytami „L”, „RL”), trakcyjne (z płytami „ky”), starterowe, telefoniczne, radiowe.
Według zamierzeń produkcja w SFA była oparta na gazie ziemnym jako źródle energii. W 1938 Sanocka Fabryka Akumulatorów była położona na terenie o powierzchni 18 tys. m², w tym zabudowania liczyły 2 tys. m². W 1938 kapitał zakładowy spółki akcyjnej wynosił 700 tys. zł. podzielonych na 7000 akcji na okaziciela po 100 zł. nominalnej wartości. W chwili rejestracji przedsiębiorstwa wpłacono na poczet kapitału 350 tys. zł.. Kapitał zakładu był oparty na źródłach wyłącznie polskich. W dniu rejestracji SFA 4 maja 1936 ogłoszono również podwyższenie kapitału akcyjnego na 2 mln zł., czyli o 2 tys. zł., podzielone na 2000 sztuk akcji nowej emisji po 100 zł. każda, opiewające na okaziciela, które miały być wydawane w odcinkach zbiorowych. Analogicznie surowce wytwórcze były pochodzenia polskiego.
Po dwóch latach od rozpoczęcia działalności w dniu 23 lipca 1938 fabrykę poświęcił biskup sufragan przemyski Wojciech Tomaka, a w uroczystości uczestniczyli także wojewoda lwowski Alfred Biłyk, starosta sanocki Wojciech Bucior, burmistrz Sanoka Maksymilian Słuszkiewicz, dowódca sanockiego pułku pułkownik Zygmunt Cšadek, major Stanisław Karnibad, hrabia Załuski z Iwonicza, śpiewak Adam Didur oraz dziennikarze z największych miast Polski. W 1938 funkcjonowały przedstawicielstwa SFA w Warszawie (Towarzystwo Techniczno-Handlowe „Amplion”), Krakowie, Lwowie, Łodzi, Wilnie. Latem 1938 sanockie fabryki gumy i akumulatorów posiadały własny pawilon (nr 16) na Targach Wschodnich we Lwowie.
Sanocka Fabryka Akumulatorów należała do Stowarzyszenia Elektryków Polskich w Warszawie. Była określana jako najbardziej nowoczesna wytwórnia akumulatorów w Polsce. W 1938 Sanocka Fabryka Akumulatorów została zaprezentowana na Wystawie Elektromechanicznej Stowarzyszenia Elektryków Polskich, zorganizowanej w Katowicach. W 1939 SFA była jednym z największych tego typu zakładów w Polsce.
Po wybuchu II wojny światowej i nastaniu okupacji niemieckiej Sanocka Fabryka Akumulatorów została podporządkowana firmie Accumulatorenfabrik, lecz produkcja nie była kontynuowana w tych ramach, zaś działał jedynie zakład remontowy. W Sanoku istniał wtedy podmiot o nazwie Elektro–Akkumulator.
W związku ze zbliżającym się frontem wschodnim i nacierającymi jednostkami Armii Czerwonej Niemcy latem 1944 dokonali wysadzenia infrastruktury Sanockiej Fabryki Akumulatorów.